# لیربزرگ
لیربزرگ، روستایی از توابع بخش مرکزی شهرستان کهگیلویه در استان کهگیلویه و بویراحمد ایران است.

## جمعیت
این روستا در دهستان طیبی گرمسیری جنوبی قرار دارد و براساس سرشماری مرکز آمار ایران در سال ۱۳۸۵، جمعیت آن ۱۷۶ نفر (۳۷خانوار) بوده‌است.